# マーサ&ザ・ヴァンデラス
マーサ&ザ・ヴァンデラス（Martha and the Vandellas）は、アメリカの女性コーラス・グループ。1960年代にモータウン傘下のレーベル、ゴーディーから多くのヒット曲を出した。

## 略歴
マーサ・リーヴスは、グロリア・ウィリアムス、アネット・スターリング、ロザリンド・アシュフォードと共にデルフィスを結成。しかし、グロリアがグループを去ったため、マーサ&ザ・ヴァンデラスと改名し、1962年にデビュー。1963年には「ヒート・ウェイヴ（（Love Is Like）A Heat Wave）」が全米4位の大ヒットした。
その後、アネットが脱退し、後任にベティ・ケリーが加入。1964年には、彼女達の代表曲とも言える「ダンシング・イン・ザ・ストリート（Dancing In The Street）」が全米2位となる。1967年末からマーサ・リーヴス&ザ・ヴァンデラス（Martha Reeves and the Vandellas）に改名するが、1968年に一時解散。
その後、サンドラ・ティレーとマーサの実妹ロイス・リーヴスを迎えて活動を再開するが、1973年に再び解散する。マーサはソロ活動に転じた。
1995年にロックの殿堂入りを果たした。

## ディスコグラフィ

### アルバム
- 『カム・アンド・ゲット・ディーズ・メモリーズ』 - Come and Get These Memories (1963年)
- 『ヒート・ウェイヴ』 - Heat Wave (1963年)
- 『ダンス・パーティ』 - Dance Party (1965年)
- 『グレイテスト・ヒッツ』 - Greatest Hits (1966年) ※コンピレーション
- 『ウォッチアウト!』 - Watchout! (1966年)
- Martha and the Vandellas Live! (1967年) ※ライブ
- Ridin' High (1968年)
- 『モータウン・フェスティバル・イン東京』 - Tamla-Motown Festival Tokyo '68 (1968年) ※ライブ。スティーヴィー・ワンダーとのスプリット盤
- Sugar 'n' Spice (1969年)
- Natural Resources (1970年)
- 『ブラック・マジック』 - Black Magic (1972年)

## 主なカヴァー・ヴァージョン
- 「ヒート・ウェイヴ」
  - ザ・フー : アルバム『ア・クイック・ワン』収録
  - リンダ・ロンシュタット (1975年)
  - ザ・ジャム : アルバム『セッティング・サンズ』収録

- 「ダンシング・イン・ザ・ストリート」 
  - ミック・ジャガーとデヴィッド・ボウイ ※1985年のチャリティ・シングル
  - キンクス : アルバム『カインダ・キンクス』収録

- 「ジミー・マック」
  - ローラ・ニーロ : アルバム『ゴナ・テイク・ア・ミラクル』収録
  - サンディー : アルバム『イーティン・プレジャー』収録[注釈 2]

- 「ノーホエア・トゥ・ラン」
  - ローラ・ニーロ : アルバム『ゴナ・テイク・ア・ミラクル』収録